# Batalla del Mont Dingjun
La batalla del Mont Dingjun (定軍山之戰) va tenir lloc l'any 219, durant el preludi del període dels Tres Regnes de la Xina. La lluita entaulada va ser entre els regnes de Wei i Shu. La victòria de Shu al Mont Dingjun és un important pas per la posterior conquesta de Hanzhong, després que Liu Bei es proclamara a si mateix Príncep de Hanzhong.

## Batalla
En el 217, Liu Bei va conduir tropes cap a Hanzhong, que estava sota el control de Cao Cao. La seva força se topà amb la resistència liderada per Xiahou Yuan al Pas de Yangping (陽平關). L'enfrontament es va perllongar durant més d'un any fins que una nit Liu Bei va calar foc a la tanca de pues que havia entorn el campament de Xiahou Yuan al peu del Mont Dingjun. Alarmat per l'atac, Xiahou Yuan va enviar a Zhang He per a defensar el cantó oriental del campament, mentrimentres ell vigilava el sud. La força principal de Liu Bei pressionava contra Zhang He, aclaparant a aquest últim. Xiahou Yuan va haver d'enviar una fracció de les seves pròpies tropes al rescat de Zhang He.
Acompanyada per tambors, la divisió encapçalada pel general Huang Zhong va començar a fer descendir el nombre de soldats de la força de Xiahou Yuan. La batalla va acabar en derrota per a Wei i Xiahou Yuan va ser mort en la batalla.